# Тайнопись Петра I
Алфавитная таблица шифра, которым пользовался Пётр Первый. Формально с современной точки зрения — это шифр простой замены. Буквам открытого текста даются в соответствие наборы букв, заменяющие их в шифрограммах. Особенностью его является то, что в соответствие обычному алфавиту даются то слоги, то одинарные буквы. Такая разнозначность шифрообозначений букв открытого текста используется и в наши дни. Она существенно затрудняет взлом шифра посторонним.
Шифрованный текст писался слитно без пробелов. Но шифрообозначения подобраны таким образом, что при расшифровке это не вызывало никаких трудностей:
Большинство согласных в виде слога. Причём каждая согласная участвует только в одном каком-то слоге. Исключения составляют: буква Ф без слога и согласная З, которая используется как в слоге ЗЕ так и в одиночном исполнении З.
Все гласные в основном без слогов. Исключения составляют только гласные А и И, которые могут быть так же в виде слогов АМ и ИН соответственно.
Следует отметить, что шифры такого типа чувствительны к ошибкам при шифровании, как к замене нужной буквы на другую букву, так и к пропуску или вставке лишней буквы.